# Polvo
Polvo est un groupe de rock indépendant américain, originaire de Chapel Hill, en Caroline du Nord. Le groupe est dirigé par le chanteur et guitariste Ash Bowie et le guitariste Dave Brylawski. Eddie Watkins joue de la batterie et Steve Popson joue de la basse. Après deux périodes d'activité, le groupe se sépare en 2013.

## Biographie

### Débuts
Polvo est considéré comme l'un des principaux instigateurs du genre connu sous le nom de math rock. Leur son est défini par de complexes et dissonantes harmonies de guitare et une rythmique entraînante, en complément des paroles de Bowie, cryptiques et souvent surréalistes. Leur son est si imprévisible et pénétrant que les guitaristes ont souvent été accusés de jouer avec des guitares mal accordées. Les chansons et l'artwork de Polvo renferment fréquemment des références et des thèmes asiatiques/exotiques. Le nom du groupe signifie poudre ou poussière en espagnol.

### Retour
Après une absence de 10 ans, Polvo se réunit en 2008 et sort l'année suivante un nouvel album, In Prism, qui est bien reçu par les critiques,. L'album, qui délivre un son plus cristallin et moins lourd que les précédents, témoigne de la part du groupe d'une volonté de se renouveler. En juillet 2011 sort le single Heavy Detour. Siberia, le sixième album de Polvo, sort en 2013,. Selon Ash Bowie, cet album a été à peine répété avant d'être enregistré, ce qui lui confère un aspect « aventureux ».

## Discographie

### Apparitions
- 1992 : Wild Turkey sur la compilation Pyloric Waves
- 1992 : Mexican Radio (reprise du groupe Wall of Voodoo) sur la compilation Freedom of Choice
- 1994 : Colonial Arms sur la compilation Why Do You Think They Call It Pop? - The Pop Narcotic Compilation
- 1994 : Watch The Nail sur la compilation Rows of Teeth
- 1998 : Reverse Migraine pour la musique du film Reach The Rock